# Melopyrrha nigra
El semillero negrito, semillero cubano  o negrito (Melopyrrha nigra) es una especie de ave paseriforme de la familia Thraupidae perteneciente al género Melopyrrha.  Es nativa de Cuba, e islas menores circundantes.  

## Distribución y hábitat
Está presente en las islas de Cuba, de la Juventud, y varios grandes cayos cubanos de los archipiélagos Sabana-Camagüey y Los Canarreos. Vive comúnmente en bosques, manglares y matorrales de tierras bajas a mediana altitud, hasta los 900 m.

## Estado de conservación
El semillero negrito ha sido calificado como casi amenazado por la Unión Internacional para la Conservación de la Naturaleza (IUCN) a pesar de ser común, debido a que su población, todavía no cuantificada, se presume estar en decadencia moderadamente rápida como resultado de la continua pérdida de hábitat y su fragmentación y a la captura para el comercio de aves de jaula.

## Descripción
Mide cerca de 14 cm de longitud. Tiene el pico grueso y negro. El macho es de un negro brillante con una mancha blanca en el ala. La hembra tiene el color más opaco y la mancha blanca más pequeña. Los jóvenes son como las hembras pero la cabeza y las plumas remeras las tienen más brillantes. En Gran Caimán las hembras y juveniles son oliváceos en vez de negros. El canto del macho es melódico, prolongado, aunque no muy intenso.
Se reúnen en pequeños grupos familiares, mientras se alimentan de pequeños frutos y semillas, e insectos. 

## Nido
Anida de marzo a agosto. Construye entre lianas un nido grande en forma esférica, con entrada lateral, con hojas, paja, raicillas, fibras y plumas. La puesta es de tres a cinco huevos de 2,1 cm de largo por 1,5 cm de ancho, blancuzcos, algo verdosos, con manchas castañas y moradas mayormente por el extremo más ancho.

## Ave de jaula
Es una especie muy buscada como ave de jaula por su agradable apariencia y por su canto. El macho, de mayor interés comercial, es usado para competiciones con apuestas, en “peleas” de canto. Los contrincantes enjaulados trinan en defensa de su “territorio”, y lo van haciendo cada vez más fuerte hasta que uno de los dos cesa su canto y para las plumas de la corona (“se enmoña”) reconociéndose como perdedor.

## Sistemática

### Descripción original
La especie M. nigra fue descrita por primera vez por el naturalista sueco Carlos Linneo en 1758 bajo el nombre científico Loxia nigra; su localidad tipo es: «México (error), enmendado psteriormente para Cuba».

### Etimología
El nombre genérico femenino Melopyrrha es una combinación de la palabra griega «melas»: ‘negro’; y del género Pyrrhula, los camachuelos del Viejo Mundo; y el nombre de la especie «nigra» proviene del latín «niger»: ‘negro, de color oscuro’.

### Taxonomía
Los amplios estudios filogenéticos realizados por Burns et al. (2014), mostraron que el género Loxigilla era polifilético, con Loxigilla noctis y L. barbadensis formando un clado fuertemente soportado, separado en el árbol filogenético de otro clado bien caracterizado, formado por las entonces denominadas Loxigilla portoricensis y L. violacea, y Melopyrrha nigra, hasta entonces en un género monotípico. Sobre esta base, Burns et al. (2014) recomendaron la inclusión de portoricensis y violacea en  Melopyrrha, y la retención de noctis y barbadensis en Loxigilla. Sin embargo, después de revisar la literatura taxonómica, Burns et al. (2016) recomendaron usar el género Pyrrhulagra Bonaparte, 1850 para L. portoricensis, L. violacea y Melopyrrha nigra, que tendría prioridad sobre Melopyrrha, propuesto por el mismo Bonaparte en 1853. En el análisis de la Propuesta 2018-C-11 al Comité de Clasificación de Norte y Mesoamérica (N&MACC) se destacó que la especie tipo designada por Bonaparte para el género Pyrrhulagra es Fringilla noctis, el protónimo de Loxigilla noctis, lo que convierte a Pyrrhulagra en un sinónimo posterior de Loxigilla.
La antes subespecie M. nigra taylori, endémica de la isla Gran Caimán, es considerada como una especie separada de la presente: el semillero de Gran Caimán Melopyrrha taylori por Aves del Mundo (HBW) y Birdlife International (BLI) y más recientemente por el Congreso Ornitológico Internacional (IOC) y Clements cheklist/eBird, con base en diferencias morfológicas y de vocalización presentadas por Garrido et al. (2014). Es monotípica.